# Hoplothrips rubicundulus
Hoplothrips rubicundulus är en insektsart som beskrevs av Ian A. Hood 1938. Hoplothrips rubicundulus ingår i släktet Hoplothrips och familjen rörtripsar. Inga underarter finns listade i Catalogue of Life.